# Kiril Strélnikov
Kiril Strélnikov –en ruso, Кирилл Стрельников– (29 de mayo de 1992) es un deportista ruso que compite en natación. Ganó una medalla de oro en el Campeonato Mundial de Natación en Piscina Corta de 2021, en la prueba de 4 × 50 m estilos.

## Palmarés internacional
| Campeonato Mundial en Piscina Corta | Campeonato Mundial en Piscina Corta | Campeonato Mundial en Piscina Corta | Campeonato Mundial en Piscina Corta |
| Año                                 | Lugar                               | Medalla                             | Prueba                              |
| ----------------------------------- | ----------------------------------- | ----------------------------------- | ----------------------------------- |
| 2021                                | Abu Dabi (EAU)                      | Medalla de oro                      | 4 × 50 m estilos                    |